# Korpinen (sjö i Norra Österbotten)
Korpinen är en sjö i Finland. Den ligger i kommunen Reisjärvi i landskapet Norra Österbotten, i den centrala delen av landet, 400 km norr om huvudstaden Helsingfors. Korpinen ligger 131,7 meter över havet. I omgivningarna runt Korpinen växer i huvudsak blandskog. Arean är 1,91 kvadratkilometer och strandlinjen är 16,77 kilometer lång. Sjön  ingår i Kalajoki älvs huvudavrinningsområde. 